# Coniesta araealis
Coniesta araealis är en fjärilsart som beskrevs av George Francis Hampson 1912. Coniesta araealis ingår i släktet Coniesta och familjen Crambidae. Inga underarter finns listade i Catalogue of Life.